# Гурвич, Наум Лазаревич
Наум Лазаревич Гурвич (15 апреля 1905, Тимковичи, Российская империя — 1981) — советский врач-кардиолог, пионер в разработке дефибрилляторов .
Наум Гурвич родился в еврейской семье в селе(местечке) Тимковичи под Минском, Российская империя.. В 1928—1949 гг. служил в Красной Армии. О первых успешных опытах успешной дефибрилляции разрядом конденсатора на животных сообщили Н. Л. Гурвич и Г. С. Юньев в 1939 г. . В 1947 году их работы были опубликованы в западных медицинских журналах. Серийное производство импульсного дефибриллятора Гурвича начато в 1952 году, модель ИД-1-ВЭИ (аббревиатура расшифровывается как «импульсный дефибриллятор 1, Всесоюзный электротехнический институт», "импульсный дефибриллятор 1, Всесоюзный электротехнический институт «; прибор изготовлен Электромеханическим заводом им. института). Он подробно описан в книге Гурвича 1957 года „ Фибрилляция и дефибрилляция сердца“ .
В 1958 г. сенатор США Хьюберт Х. Хамфри посетил Никиту Хрущева и среди прочего посетил Московский институт реаниматологии под руководством Владимира Неговского (в течение многих лет В. А. Неговский руководил Н. Л. Гурвичем в лаборатории экспериментальной физиологии и реанимации Академии Медицинских наук СССР).
В 1970 г. Гурвич был в числе лауреатов Государственной премии СССР в области науки и техники „за предложение, разработку и внедрение в медицинскую практику ЭИТ аритмий сердца“)

## использованная литература
1. 1 2  Igor R. Efimov, «Naum Lazarevich Gurvich (1905—1981) and his contribution to the history of defibrillation» Архивная копия от 23 июня 2022 на Wayback Machine, Cardiol J. 2009; 16(2): 190—193.
2. ↑  Сведения о Науме Гурвиче из учётно-послужной картотеки
3. ↑  Гурвич Н. Л., Юньев Г. С. О восстановлении нормальной деятельности фибриллирующего сердца теплокровных посредством конденсаторного разряда // Бюллетень экспериментальной биологии и медицины, 1939, Т. VIII, № 1, С. 55-58
4. ↑  Gurvich NL, Yunyev GS. Restoration of a regular rhythm in the mammalian fibrillating heart // Am Rev Sov Med. 1946 Feb;3:236-9
5. ↑  Аппарат для дефибрилляции сердца одиночным электрическим импульсом в: Гурвич Н. Л. Фибрилляция и дефибрилляция сердца. Moscow, Medgiz, 1957, pp. 229—233.
6. ↑  электроимпульсной терапии

## дальнейшее чтение
- „Борис Цукерман“ Внимание. . . Разряд!»" (Boris Tsukerman, «Attention… Discharge!»), Port-Folio Almanac, February 2005
- Архив истории дефибрилляции в СССР, России и Украине — Гурвич Наум Лазаревич: Биография
- А. Ю. Ладеев [и др.] История электрической дефибрилляции с древнейших времен и до наших дней // Новости хирургии. — 2014. — Т. 22, № 5. — С. 513—525.